# Hermeu

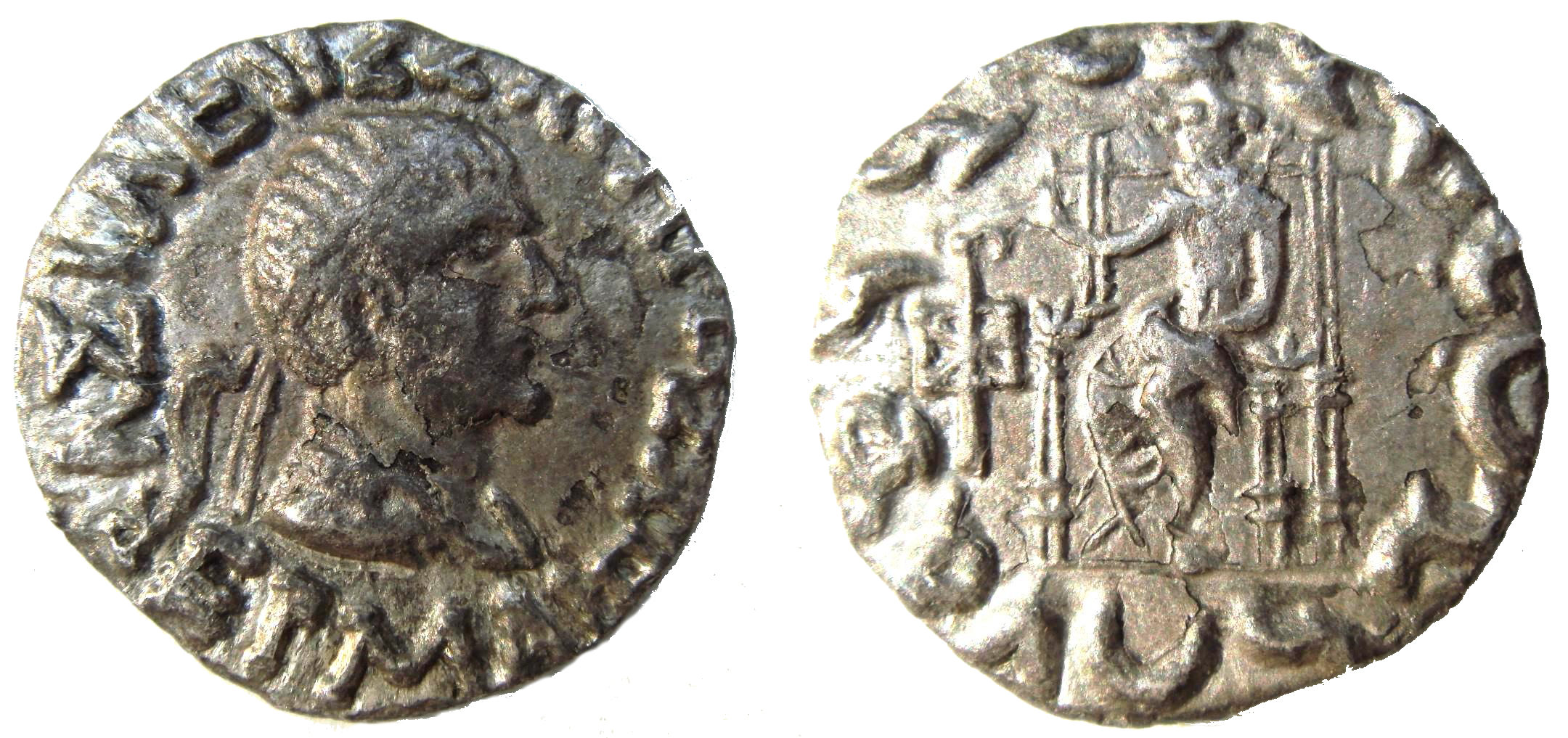
Moneda pòstuma d'Hermeu vers 70-50 aC

Hermeu Sòter (Hermaeus Soter, el Salvador) fou un rei indogrec de la dinastia eucràtida que va governar als Paropamísades (Hindu Kush) amb capital a Alexandria del Caucas, prop de la moderna Kabul (Afganistan). Osmund Bopearachchi el situa vers 90-70 aC i R. C. Senior vers 95-80 aC amb dubtes. Es creu que fou el successor de Filoxen Anicet o de Diòmedes Sòter, i que la seva esposa Cal·liope seria filla de Filoxen (segons Senior). Segons les seves monedes el regnat d'Hermeu fou llarg i pròsper i es va cabar quan els yuezhi que venien de Bactriana van assolar molts territoris indogrecs als Paropamísades vers el 70 aC. Segons Osmund Bopearachchi els nòmades yuezhi que van assolar el regne foren els ancestres del kushans; Senior considera que els invasors eren saces. Després del seu regnat les comunitats gregues i hel·lenitzades van seguir existint sota el govern dels nòmades, continuant una fructuosa relació. Es creu que una part del regne va poder passar a mans d'altres reis com Amintes Nicator.
Les monedes d'Hermeu foren molt copiades, fins i tot en emissions després de mort i cada vegada més barbaritzades pels neus governants nòmades després del 40 aC. En aquest temps el rei Kushana Kujula Kadfises es va voler vincular a Hermeu a les seves monedes. R.C. Senior suggereix que les emissions pòstumes de monedes de Hermeu foren encunyades no pels yuezhi sinó pels saces i, per tant, pensa que el que va passar és que Kujula Kadfises va utilitzar les monedes d'Hermeu amb aquest a una banda i la seva pròpia imatge a l'altra (el revers) en el que seria una simple adaptació de les seves monedes a un tipus popular local, després de la conquesta dels Paropamísades. i suposa que Kadfises fou o bé un descendent per aliança del rei grec o almenys buscava la legitimitat amb aquesta associació; en tot cas els yuezhi-kushan van conservar una estreta relació cultural amb els grecs fins al segle iii. Donada la importància d'Hermeu pels governants nòmades, és possible que Hermeus mateix fos en part d'origen nòmada.

## Monedes d'Hermeu
Va encunyar monedes de plata de tipus indi, de tres models: en el primer apareix amb diadema o amb casc, i al darrere hi ha Zeus assegut fent un gest de benedicció; hi ha un tipus rar de tetradracmes àtics de plata d'aquest tipus que foren encunyats per a ser usats a Bactriana. En el segon model apareix Hermeu amb la reina Cal·liope, i al revers el tradicional format que mostra al rei a cavall, característic dels reis d'aquest temps al Panjab oriental com Hipòstrat Sòter, i s'ha suggerit que això representaria una aliança matrimonial de dues línies dinàstiques; el cavaller d'Hermeu no obstant és una mica diferent i apareix equipat amb el típic arc llarg escita. I el tercer empra els reversos dels dos altres models, un pel davant i un pel darrere.
Va emetre també monedes de bronze amb els caps de Zeus-Mithra i un cavall al darrere.

## Contactes amb Xina
Un registre històric xinès a l'Hanshu, capítol 96A, sembla relacionat amb Hermeu o amb els reis saces. La crònica diu que un rei (que podria ser Hermeu) va rebre suport xinès contra els ocupants indoescites i explicaria perquè el regne fou sobtadament pròsper en mig de la decadència general dels grecs en aquest període; no obstant els xinesos situen a aquest rei en dates posteriors, vers el 60-40 aC. segons aquesta crònica xinesa, Wutoulao (Spalirises?), rei de Jibin (Kofen, a la vall superior del riu Kabul), va matar alguns enviats xinesos; després de la mort del rei el seu fill (Spaladagames) va enviar ambaixadors a la cort xinesa amb regals; el general xinès Wen Zhong, comandant de l'àrea fronterera a l'oest del Gansu, va acompanyar als ambaixador al retorn. Spaladagames va complotar per matar a Wen Zhong i aquest se'n va assabentar i aliat amb Yinmofu (Hermeu?), "fill del rei de Rongqu" (Yonaka, els grecs) van atacar Jibin (possiblement amb suport dels Yuezhi, que eren aliats xinesos des de vers el 100 aC segons el Hanshu) i van matar el rei "fill de Wutoulao". Yinmofu (Hermeu?) fou instal·lat llavors com a rei de Jibin, vassall dels emperadors de la Xina i va rebre el segell xinès i la cinta d'investidura. Més tard el mateix Yinmofu (Hermeu?) és assenyalat com que va matar a uns enviats xinesos en el regnat de l'emperadpr Yuan de Han (Yuandi 48-33 aC), però ràpidament va enviar ambaixadors per lamentar els fets; la cort xinesa no el va perdonar. Durant el regnat de l'emperador Cheng de Han (Chengdi 51-7 aC) es van enviar altres ambaixadors però foren rebutjats com qualsevol comerciant. Aquestos esdeveniments haurien iniciat una aliança entre grecs i yuezhi, possiblement una aliança dinàstica, i explicaria que els yuezhi agafessin l'hegemonia després del regnat d'Hermeu, amb governants com el kushana Heraios que llavors va encunyar moneda de manera molt similar al tipus grec, i el perquè el primer emperador kushana Kujula Kadfises es va associar a si mateix amb Hermeu a les monedes en la manera característica en la que un governant reclamava el seu pedigrí.